# Nightmare
Die Filmreihe Nightmare [ˈnaɪtmɛɹ] (dt. „Albtraum“) bzw. A Nightmare on Elm Street (Originaltitel) ist eine populäre Horrorfilm-Reihe um einen Serienmörder namens Freddy Krueger, die inzwischen neun Kinofilme umfasst. Ausgangspunkt der Reihe war der Erfolg des 1984 erschienenen Horrorfilms Nightmare – Mörderische Träume von Wes Craven. Die kommerziell äußerst erfolgreiche Nightmare-Reihe erweitert das Genre der so genannten „Teenie-Slasher“ um übernatürliche Elemente. Neben Wes Craven, der den ersten und siebten Teil der Reihe inszenierte, waren jeweils einmal folgende Regisseure in der Reihenfolge der Veröffentlichungen an der Filmreihe beteiligt: Jack Sholder, Chuck Russell, Renny Harlin, Stephen Hopkins, Rachel Talalay sowie Ronny Yu. Im April 2010 erschien unter dem Titel A Nightmare on Elm Street eine Neuverfilmung des ersten Teils; Regie führte Samuel Bayer, Produzent war Michael Bay, und Freddy Krueger wurde von Jackie Earle Haley dargestellt. Nach dem mäßigen Erfolg und überwiegend schlechter Kritiken blieb eine Fortsetzung aus. 2015 wurde jedoch ein erneutes Reboot angekündigt, welches jedoch bis heute (2023) nicht verwirklicht wurde.

## Filme der Reihe
| Film                                               | Regie           | Drehbuch                                                | Produzenten                           |
| -------------------------------------------------- | --------------- | ------------------------------------------------------- | ------------------------------------- |
| Nightmare – Mörderische Träume (1984)              | Wes Craven      | Wes Craven                                              | Robert Shaye                          |
| Nightmare II – Die Rache (1985)                    | Jack Sholder    | David Chaskin                                           | Robert Shaye                          |
| Nightmare III – Freddy Krueger lebt (1987)         | Chuck Russell   | Wes Craven, Frank Darabont, Chuck Russell, Bruce Wagner | Robert Shaye                          |
| Nightmare on Elm Street 4 (1988)                   | Renny Harlin    | Brian Helgeland, Jim Wheat, Ken Wheat                   | Robert Shaye, Rachel Talalay          |
| Nightmare on Elm Street 5 – Das Trauma (1989)      | Stephen Hopkins | Leslie Bohem                                            | Robert Shaye, Rupert Harvey           |
| Freddy’s Finale – Nightmare on Elm Street 6 (1991) | Rachel Talalay  | Michael De Luca                                         | Robert Shaye, Aron Warner             |
| Freddy’s New Nightmare (1994)                      | Wes Craven      | Wes Craven                                              | Marianne Maddalena                    |
| Freddy vs. Jason (2003)                            | Ronny Yu        | Damian Shannon, Mark Swift                              | Sean S. Cunningham                    |
| A Nightmare on Elm Street (2010)                   | Samuel Bayer    | Wesley Strick, Eric Heisserer                           | Michael Bay, Andrew Form, Brad Fuller |

## Entstehung
Der Schöpfer von Nightmare ist der US-amerikanische Regisseur und Drehbuchautor Wes Craven. Die Idee kam ihm 1978 in einem Restaurant, beim Lesen eines Artikels über einen jugendlichen Immigranten aus Laos (Khmer), der von heftigen Albträumen geplagt wurde und später im Schlaf gestorben war. Kurz darauf erschienen zwei ähnliche Meldungen.
Craven dachte sich zu dieser Thematik eine Rahmenhandlung aus und schuf den wahnsinnigen Kindermörder „Freddy Krueger“, der seine Opfer im Traum heimsucht. Wenn Krueger ein Kind im Traum tötet, stirbt es auch in der Realität. Freddy Krueger war der Name eines Jungen, von dem Wes im Kindesalter tyrannisiert worden war. Die Namensgebung erfolgte zum Teil aus Spaß, zum Teil aus Rache.
Als Craven die Idee dem New-Line-Cinema-Produzenten Robert Shaye vorstellte, war dieser sofort begeistert. Obwohl er nach eigenen Angaben mit Horrorfilmen nicht viel anfangen konnte, da er selbst als Kind unter Albträumen litt, finanzierte er die Produktion. Manche Traumsequenzen aus den Filmen, wie zum Beispiel das Einsinken in die Stufen einer Treppe, hat auch Robert Shaye bereits im Traum erlebt.
Aussehen und Charakter von Freddy Krueger änderten sich während der Produktionsphase noch stark. Zuerst war er als stummes, mordendes Monster im Stil von Jason Voorhees oder Michael Myers geplant. Doch schon für den ersten Film erhielt er einige düstere Textzeilen, die dann im Verlauf der Filmreihe zunehmend mit Schwarzem Humor gespickt wurden.
Die Weltpremiere fand auf den Internationalen Hofer Filmtagen statt.

## Das Lied vom schwarzen Mann
Ein zentrales Element in allen Filmen ist das „Lied vom bösen, schwarzen Mann“. Die Akteure begegnen immer wieder kleinen Mädchen, die zusammen Seilhüpfen spielen und folgendes Lied singen:
One, two, Freddy’s coming for you

Three, four, better lock your door

Five, six, grab your crucifix

Seven, eight, gonna stay up late

Nine, ten, never sleep again!
Es gibt kleine Variationen. Im fünften Teil lautet die letzte Strophe Nine, ten, he’s back again. Auch die Übersetzung ins Deutsche ist uneinheitlich. Die „Originalversion“ aus Teil 1 lautet:
Eins, zwei – Freddy kommt vorbei.

Drei, vier – schließ ab deine Tür.

Fünf, sechs – nimm dein Kruzifix.

Sieben, acht – schlaf nicht ein bei Nacht.

Neun, zehn – du sollst nicht schlafen gehn!
Abweichungen gibt es vor allem im dritten Vers, der immer wieder als „Fünf, sechs – jetzt holt dich gleich die Hex“ übersetzt worden ist. Auch hört man mehrere Male „drei, vier – er steht vor deiner Tür“, „Sieben, acht – gleich ist es Mitternacht“, „Neun, zehn – wir woll’n nicht schlafen geh’n.“. Im sechsten Teil der Reihe wurde der nicht ins Deutsche übertragbare englische Reim von „six“ auf „crucifix“ mit „Fünf, sechs – nimm dein Kruzifix und ex!“ übersetzt.

## Wiederkehrende Charaktere und Darsteller
| Charakter             | Nightmare – Mörderische Träume (1984) | Nightmare II – Die Rache | Nightmare III – Freddy Krueger lebt | Nightmare on Elm Street 4 | Nightmare on Elm Street 5 – Das Trauma | Freddy’s Finale – Nightmare on Elm Street 6 | Freddy’s New Nightmare | Freddy vs. Jason     | A Nightmare on Elm Street (2010) | Deutsche Synchronsprecher                                                                               |
| --------------------- | ------------------------------------- | ------------------------ | ----------------------------------- | ------------------------- | -------------------------------------- | ------------------------------------------- | ---------------------- | -------------------- | -------------------------------- | --- |
| Fred „Freddy“ Krueger | Robert Englund                        | Robert Englund           | Robert Englund                      | Robert Englund            | Robert Englund                         | Robert Englund                              | Robert Englund         | Robert Englund       | Jackie Earle Haley               | Detlef Bierstedt 5 Franjo Marincic 7 Tommi Piper 8 Klaus Kindler 11 Wolfgang Müller 12 Thomas Petruo 13 |
| Nancy Thompson        | Heather Langenkamp                    |                          | Heather Langenkamp                  |                           |                                        |                                             | Heather Langenkamp 1   | Heather Langenkamp 2 | Rooney Mara 3                    | Dorette Hugo 6 Marina Köhler 8 Madeleine Stolze 12 Julia Kaufmann 13                                    |
| Lt. Donald Thompson   | John Saxon                            |                          | John Saxon                          |                           |                                        |                                             | John Saxon 1           |                      |                                  | Jürgen Kluckert 6 Klaus Guth 8 Randolf Kronberg 12                                                      |
| Tina Gray             | Amanda Wyss                           |                          |                                     |                           |                                        |                                             | Amanda Wyss 2          | Amanda Wyss 2        | Katie Cassidy 4                  | Maud Ackermann 6 Maria Koschny 13                                                                       |
| Jesse Walsh           |                                       | Mark Patton              |                                     |                           |                                        |                                             |                        | Mark Patton 2        |                                  | Martin Halm                                                                                             |
| Kristen Parker        |                                       |                          | Patricia Arquette                   | Tuesday Knight            |                                        |                                             |                        | Patricia Arquette 2  |                                  | Katrin Fröhlich 8 Katharina Gräfe 9                                                                     |
| Roland Kincaid        |                                       |                          | Ken Sagoes                          | Ken Sagoes                |                                        |                                             |                        | Ken Sagoes 2         |                                  | Jan Odle 8 Oliver Rohrbeck 9                                                                            |
| Joseph „Joey“ Crusel  |                                       |                          | Rodney Eastman                      | Rodney Eastman            |                                        |                                             |                        | Rodney Eastman 2     |                                  | Matthias von Stegmann 8 Stefan Krause 9                                                                 |
| Amanda Krueger        |                                       |                          | Nan Martin                          |                           | Beatrice Boepple                       |                                             |                        |                      |                                  | Haide Lorenz 8 Traudel Haas 10                                                                          |
| Elaine Parker         |                                       |                          | Brooke Bundy                        | Brooke Bundy              |                                        |                                             |                        |                      |                                  | Viktoria Brams 8 Almut Eggert 9                                                                         |
| Alice Johnson         |                                       |                          |                                     | Lisa Wilcox               | Lisa Wilcox                            |                                             |                        | Lisa Wilcox 2        |                                  | Dorette Hugo                                                                                            |
| Dan Jordan            |                                       |                          |                                     | Danny Hassel              | Danny Hassel                           |                                             |                        |                      |                                  | Sven Hasper                                                                                             |

## Indizierung
Als Horrorfilme unterlagen alle Teile der Nightmare-Reihe einer strengen Kontrolle. In Deutschland kamen die Teile 1 und 3–6 auf den Index. Inzwischen sind die Filme offiziell als DVD-Collection-Sammelbox (Teil 1–7) der Firma Warner Home Video Germany erschienen. Diese 7er-Box beinhaltet die so genannten R-Rated-Fassungen, welche als ungekürzt gelten, und ist weitgehend identisch mit der US- und UK-Box. In einigen Ländern, darunter auch Deutschland, gibt es Bootleg-Versionen, die zumindest von Teil 1 die sieben Sekunden längere so genannte Unrated-Fassung des Films beinhalten. Lediglich auf Video ist in Deutschland die Unrated-Version von Teil 1 offiziell erschienen.
Von dem fünften Teil ist auch nur eine R-Rated-Fassung erhältlich, obwohl es in Amerika eine Unrated-Fassung gibt, die wesentlich brutaler ist.
Vom sechsten Teil gibt es sogar zwei Schnittfassungen, einmal die deutsche und einmal die US-Fassung. Die deutsche Schnittfassung (deutsche Kinofassung) ist von Laser Paradise auf DVD veröffentlicht worden und die US-Fassung in deutscher Sprache von Warner. Die Schnittfassungen unterscheiden sich enorm.
Weitere Unterschiede zu den Schnittfassungen und veröffentlichten DVDs kann man bei OFDB finden.
Wird ein Nightmare-Film im deutschen Fernsehen ausgestrahlt, so ist er im Normalfall stark geschnitten.
Im Juli 2007 wurde der erste Teil von der BPjM vom Index gestrichen. Außerdem wurde er von der FSK am 8. August 2007 nach einer Neuprüfung ungekürzt für Jugendliche ab 16 Jahren freigegeben. Außerdem wurden auch der 3. und der 5. Teil auf FSK 16 herabgestuft.
Der erste Teil (Nightmare – Mörderische Träume) wurde bei der Erstausstrahlung am 26. Juni 1992 im Rahmen der „Hildes Wilde Horrorshow“ auf RTL PLUS und in Österreich im ORF in einer auf der Unrated-Version basierenden Fassung gezeigt. Die Szene, in der der erste Mord zu sehen ist, war in der 7 Sekunden längeren Version zu sehen, die es sonst offiziell nur in Deutschland auf VHS gibt. Auch alle anderen Gewaltszenen waren komplett unzensiert, allerdings gab es mehrere Handlungsschnitte, die schon in der den Sendern überlassenen Kopie fehlten.
Auch in neuen TV-Mastern fehlten diese Szenen, zusätzlich gibt es hier allerdings auch noch einen Schnitt während der Blutfontäne. Auf der DVD von Warner Home Video gibt es in exakt diesen Szenen Tonsprünge, wo entweder neu synchronisierte Passagen oder kurzzeitig der englische Ton eingefügt wurde.

## Fernsehserie
Im Fahrwasser des Kinoerfolges wurde auch eine Nightmare-Fernsehserie produziert. Es handelt sich dabei um eine Reihe von Kurzgeschichten, in der Robert Englund in der Rolle des Freddy Krueger zu Beginn und am Ende einer jeweiligen Folge kurze bissige Kommentare abgab.
Im Gegensatz zu der auf dem Film Freitag der 13. beruhenden Fernsehreihe Friday the 13th: The Series (im deutschsprachigen Raum bekannt als Erben des Fluchs), in der die vermeintliche Hauptfigur Jason Voorhees gar nicht erwähnt wurde (da die Serie, bis auf den Titel, mit den Filmen rein gar nichts zu tun hat), drehten sich bei Freddy’s Nightmares – A Nightmare on Elm Street: The Series mehrere Folgen konkret um die Figur des Freddy Krueger. Einige Episoden zeigten sowohl die Verfolgung und Hinrichtung Kruegers durch die Eltern der Kinder in der Elm Street, als auch seine ersten Opfer, nachdem er zum Traum-Dämon wurde. Dabei decken sich einige Fakten nicht mit den Kinofilmen, weswegen die Serie als eigenständiges Werk anzusehen ist.
1988 erschienen 16 Folgen der ersten Staffel der Serie in Deutschland auf 8 VHS-Kassetten, der Erfolg blieb jedoch aus. In Amerika wurden insgesamt zwei Staffeln ausgestrahlt.

## Trivia
- In der deutschen Synchronisation wurde der Name von Freddy Krueger teilweise deutsch (Krüger) und teilweise englisch (Kruger) ausgesprochen.
- Elm Street ist der Name der Straße in Dallas, in der 1963 das Attentat auf John F. Kennedy geschah.